# Cessna 400

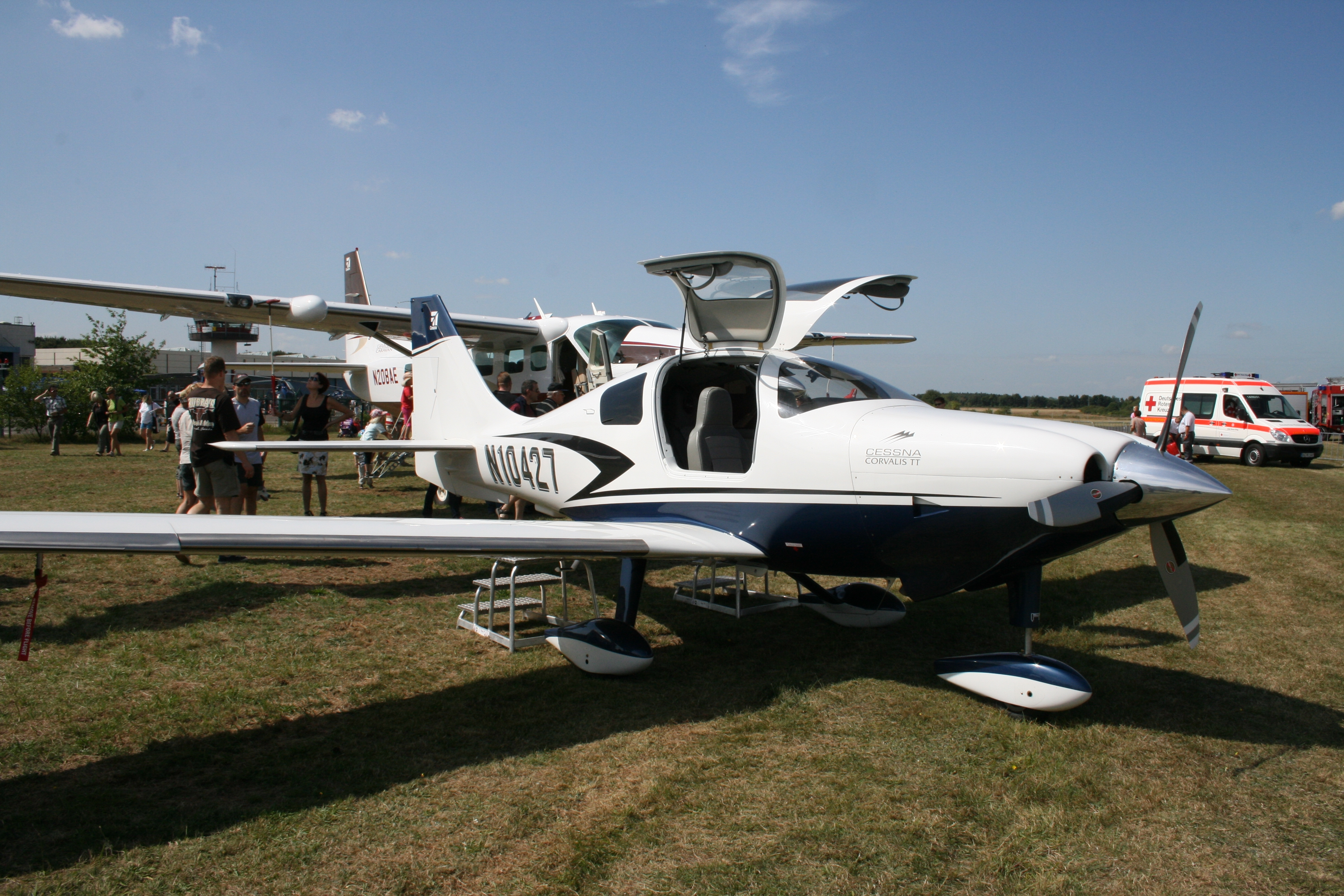
Cessna Corvalis TT

Die Cessna 400 (Cessna 350) ist ein einmotoriger Tiefdecker mit einem festen Fahrwerk. Die Cessna 350 war eine Variante mit schwächerem Saugmotor. Ursprünglich unter der Typbezeichnung Cessna 400 verkauft, erhielt das Flugzeug ab Januar 2009 den Namen Corvalis TT (für twin turbocharged). Die heutigen Marketingnamen sind unter anderem: Cessna Corvalis und Cessna Corvalis TT. Vor der Übernahme durch Cessna wurde das Flugzeug als LC-41 Columbia 400 bezeichnet. Konstruiert wurde sie von der Firma Columbia als Weiterentwicklung der Columbia 300 mit Turbolader und vergrößertem Leitwerk, die wiederum die Serienversion der Lancair LC-40 darstellt. Sie hatte ihren Erstflug im Juni 2000. 
Die Cessna 400 weist eine aerodynamisch hochentwickelte Verbundwerkstoffzelle, ein Glascockpit mit Komponenten von Garmin oder Avidyne und einen vergleichsweise großen Innenraum auf. Sie ist leistungsmäßig mit Flugzeugen wie der Cirrus SR22 GTS oder der Mooney Acclaim vergleichbar. 
Am 27. November 2007 gab die Cessna Aircraft Company die Übernahme einzelner Teile von Columbia bekannt. Die Columbia 350 und 400 wurden ab diesem Zeitpunkt als Cessna 350/400 für Preise von etwa 530.000/620.000 US-Dollar vermarktet. Der letzte Name, unter dem die Maschine ausgeliefert wurde, war Corvalis TTX, bei der neben dem Glascockpit G2000 von Garmin mit zwei 14-Zoll-Displays auch die Backupinstrumente digital ausgeführt sind. Sie ist damit das erste Kolbenmotorflugzeug ohne analoge Instrumente. 
Im Januar 2018 wurde die Fertigung eingestellt, die Maschine wurde nicht in den Stückzahlen verkauft, die erwartet worden waren; nur 31 Maschinen wurden 2016 verkauft, 12 im vierten Quartal 2017.

## Technische Daten
| Kenngröße             | Daten                                                                      |
| --------------------- | -------------------------------------------------------------------------- |
| Spannweite            | 11,00 m                                                                    |
| Länge                 | 7,72 m (7,67 m Cessna 350)                                                 |
| Höhe                  | 2,74 m                                                                     |
| Flügelfläche          | 13,1 m²                                                                    |
| Nutzlast              | 500 kg                                                                     |
| Kabine (H/B/L)        | 1,24 × 1,24 × 3,54 m                                                       |
| Leermasse             | 1.034 kg                                                                   |
| Startgewicht          | 1.636 kg (1.542 kg Cessna 350)                                             |
| Passagiere            | 3                                                                          |
| Besatzung             | 1                                                                          |
| Höchstgeschwindigkeit | 435 km/h (235 kts)                                                         |
| Reisegeschwindigkeit  | 315 km/h (170 kts)                                                         |
| Dienstgipfelhöhe      | 7.600 m (24.934 ft)                                                        |
| Reichweite            | 2.038 km (1.107 NM)                                                        |
| Triebwerk             | Teledyne Continental TSIO-550-C (550-N bei Cessna 350)-Boxermotor (230 kW) |